# Nová Paka
Nová Paka är en stad i Tjeckien. Den är belägen i regionen Hradec Králové, i den centrala delen av landet, 90 km nordost om huvudstaden Prag. Nová Paka ligger 427 meter över havet och antalet invånare är 9 219.
Terrängen runt Nová Paka är platt norrut, men söderut är den kuperad. Runt Nová Paka är det ganska tätbefolkat, med 108 invånare per kvadratkilometer. Närmaste större samhälle är Jičín, 13,2 km sydväst om Nová Paka. I omgivningarna runt Nová Paka växer i huvudsak blandskog.